# ایستگاه متروی هاتون کراس
ایستگاه متروی هاتون کراس (انگلیسی: Hatton Cross tube station) یکی از ایستگاه‌های خط پیکدیلی متروی لندن است.
این ایستگاه که در منطقه هیلینگدون لندن قرار دارد در سال ۱۹۷۵ میلادی تأسیس شده است.